# Miyuna
Miyuna (みゆな sinh ngày 7 tháng 7 năm 2002), là một nhạc sĩ kiêm ca sĩ người Nhật Bản, hoạt động dưới hợp đồng ký kết với hãng thu âm A.S.A.B, một chi nhánh con của Avex. Cô sinh tại tỉnh Miyazaki.

## Thời thơ ấu
Miyuna đã làm quen với các thể loại nhạc rock, soul và pop từ khi còn thơ ấu. Khi ấy cô đã nghe các bài nhạc phương Tây như của Whitney Houston và Michael Jackson mà bố mẹ cô bật trên ô tô, cũng như của Hibari Misora mà bà của cô rất ưa chuộng.
Sinh ra với chất giọng khàn đặc trưng thiên bẩm, cô từng không thể hát như các bạn đồng trang lứa khác trong lớp nhạc thời tiểu học. Do đó cô bắt đầu đi luyện giọng tại câu lạc bộ hợp xướng cũng như tại một trường dạy nhạc địa phương.
Cô bị gãy xương hông khi tham gia hoạt động câu lạc bộ điền kinh tại trường trung học cơ sở. Trong quá trình phục hồi chức năng, cô đã tham gia một buổi thử giọng và được thăng tiến lên đến cấp quốc gia. Mặc dù không giành được giải thưởng nhưng cô lại lọt vào mắt xanh của các nhạc sĩ và bắt đầu tham gia các lớp học thanh nhạc và biểu diễn tại các sự kiện chủ yếu ở Fukuoka.
Năm thứ ba trung học cơ sở, cô bắt đầu chơi đàn guitar acoustic điện tử.

## Sự nghiệp
Miyuna đạt thành công chủ yếu thông qua hai đĩa đơn đầu tiên của mình, "Gamushara" và "Tenjou Tenge", được dùng làm nhạc nền mở đầu và kết thúc cho bộ phim hoạt hình anime Black Clover. Đĩa đơn thứ ba của cô, "Boku to Kimi no Lullaby", được dùng làm nhạc nền kết phim cho Fairy Tail, và đĩa đơn thứ tư, "Yurareru", cũng được sử dụng làm nhạc nền cho phiên bản remake Nhật năm 2019 của bộ phim Hàn Quốc Blind. Cô tiếp tục phát hành bản demo cho các bài hát của mình trên nền tảng âm nhạc độc lập Eggs của Nhật.

## Đĩa hát ra mắt

### Các Album-Mini
- 2019.02.06: Me (眼) (Con mắt)
- 2019.09.18: Yurareru (ユラレル)
- 2020.10.28: reply

### Đĩa đơn
- 2018.10.02: Gamushara (ガムシャラ) (Nhạc chủ đề mở đầu thứ 5 cho Black Clover)
- 2018.11.13: Tenjou Tenge (天上天下) (Nhạc chủ đề mở đầu thứ 5 cho Black Clover)
- 2019.04.14: Boku to Kimi no Lullaby (僕と君のララバイ) (Nhạc kết phim thứ 3 cho season thứ 3 của Fairy Tail)
- 2019.07.24: Yurareru (ユラレル)
- 2019.11.25: Color (Nhạc hậu đề cho tựa game trên nền tảng PlayStation 4, SD Gundam G Generation Cross Rays)
- 2020.03.10: my life
- 2020.06.01: Soleil (ソレイユ)
- 2020.08.25: Ano Neko no Hanashi feat. Kubota Kai (あのねこの話 feat. クボタカイ)

### Cộng tác
- 2020.04.08: Prism (AmPm feat. miyuna) (プリズム (AmPm feat.みゆな))

### Các bản Demo
- 2018.08.04: Fuwa Fuwa (ふわふわ)
- 2018.09.16: Gamushara (ガムシャラ)
- 2018.09.23: Tenjou Tenge (天上天下)
- 2018.12.15: Zero-gatsu zero-nichi (0月0日)
- 2019.03.24: Kuchinashi no Kotoba (くちなしの言葉)
- 2019.03.30: Boku to Kimi no Lullaby (僕と君のララバイ)
- 2019.05.23: Ikinakya (生きなきゃ)
- 2019.05.24: Kan Biiru (缶ビール)
- 2019.05.25: Onegai (願い)
- 2019.07.12: Yurareru (ユラレル)
- 2019.09.06: Guruguru (グルグル)
- 2019.09.18: Yurareru (Studio Live) (ユラレル (Bản thu âm Studio trực tiếp)
- 2019.10.25: Susume (進め)